# Franz Schwarz (Sänger)
Franz Schwarz, Pseudonym Frank Schwartz (geboren am 11. Juni 1858 in Brünn, Mähren; gestorben am 10. März 1919 in Magdeburg) war ein österreichischer Opernsänger (Bariton).

## Leben
Er erhielt seine Ausbildung am Konservatorium der Gesellschaft der Musikfreunde in Wien durch Viktor von Rokitansky und später in Italien. 1880 debütierte er an der Komischen Oper in Wien. Nach mehreren Engagements in den Jahren von 1886 bis 1896 wurde er Mitglied des Weimarer Hoftheaters und war dort von 1896 bis 1899 als Kammersänger. 
Nach einem Aufenthalt in Nordamerika als Oper- und Konzertsänger sang er 1899 bis 1904 am Stadttheater Hamburg unter dem Dirigat von Gustav Mahler alle großen Wagner-Partien seines Faches. Die Jahre 1908 bis 1910 führten ihn an die Dresdner Hofoper. In Deutschland wurde er zum Kammersänger ernannt.
Seine Schwester war Louise Wolff, Ehefrau von Hermann Wolff, dem Impresario und Intendanten des Philharmonischen Orchesters Berlin.

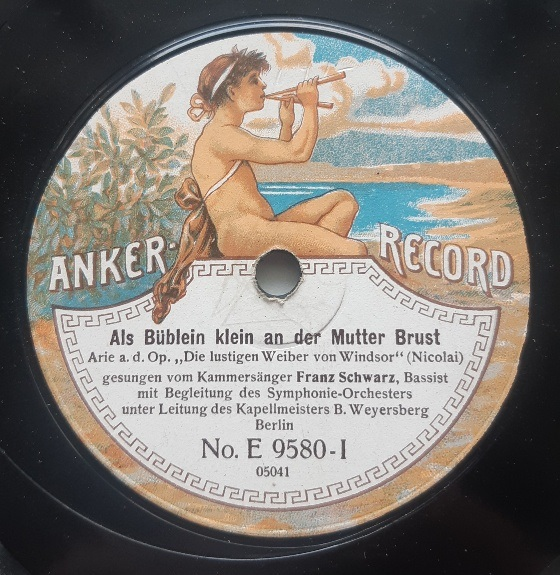
Etikett einer Schallplatte von Franz Schwarz

Von Franz Schwarz existieren zwei Schallplatten der Marke Anker (Berlin 1911).